# شاهد صخري

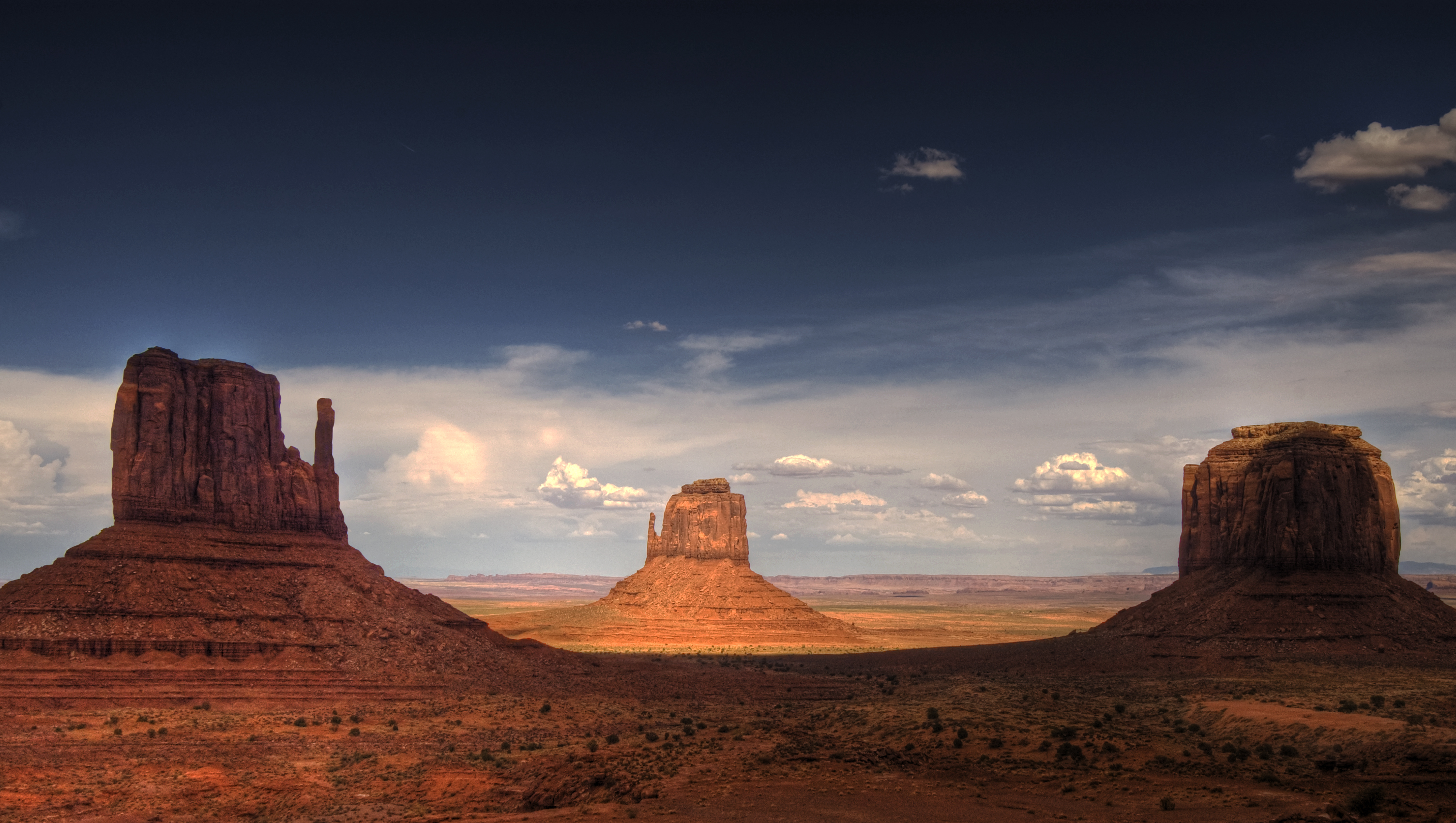
شواهد صخرية في مونومنت فالي، أريزونا.

الشاهد الصخري أو تل الخيمة أو القور أو القَارَة (بالإنجليزية: Butte)‏، هو تل منعزل عمودي الجوانب، وهي مرحلة متقدمة من الهُضيبات، نتيجة لتآكل الصخور السفلية الهشة، ما يُعرض الصخور الصلبة التي تعلوها للانهيار. وتتميز هذه الشواهد بتراكم مخاريط الهشيم عند أقدامها مما قد يحميها ولو مؤقتاً من أثر عوامل التعرية التي تقوم بنحتها وتراجعها.

## معرض صور

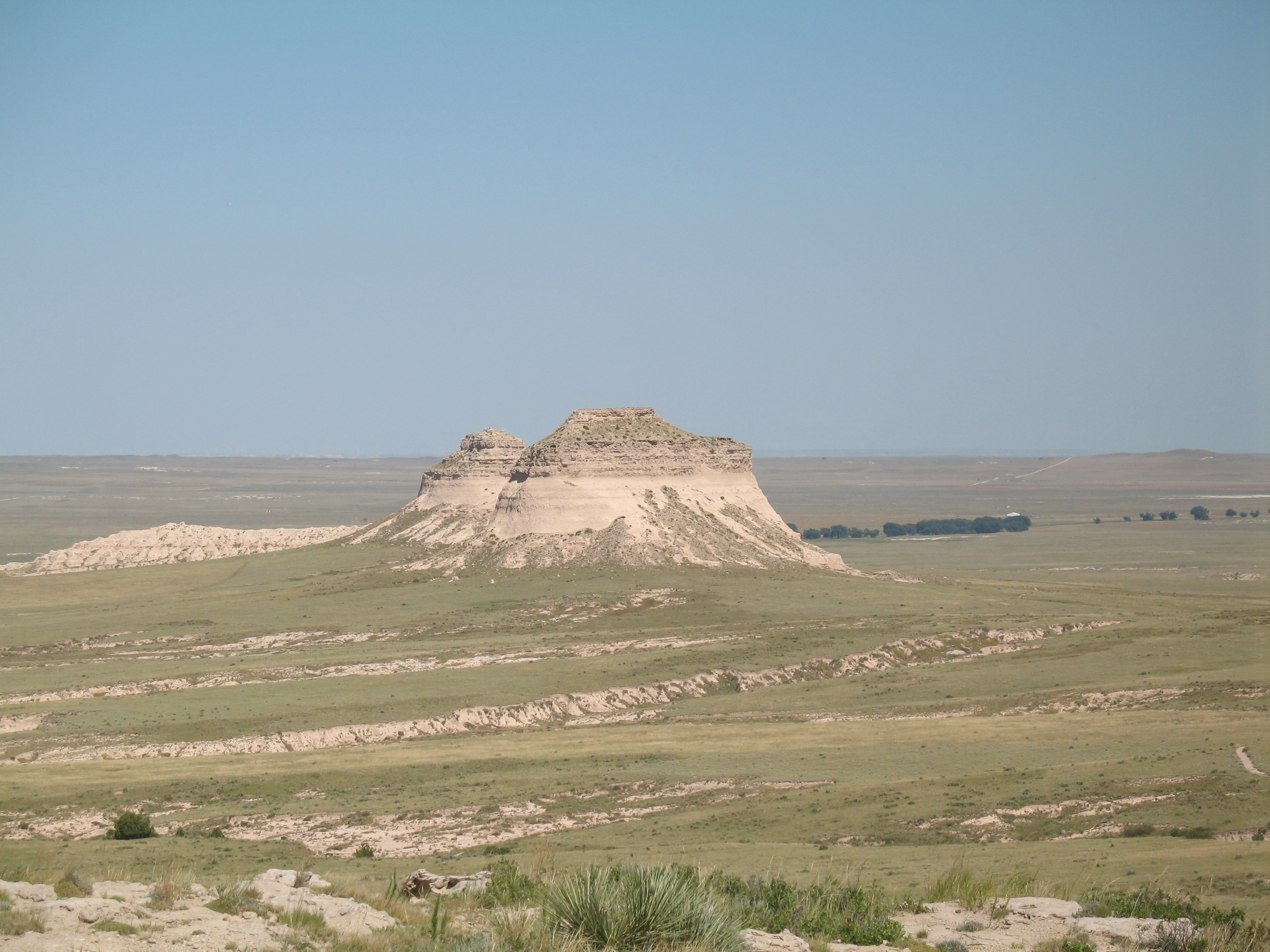
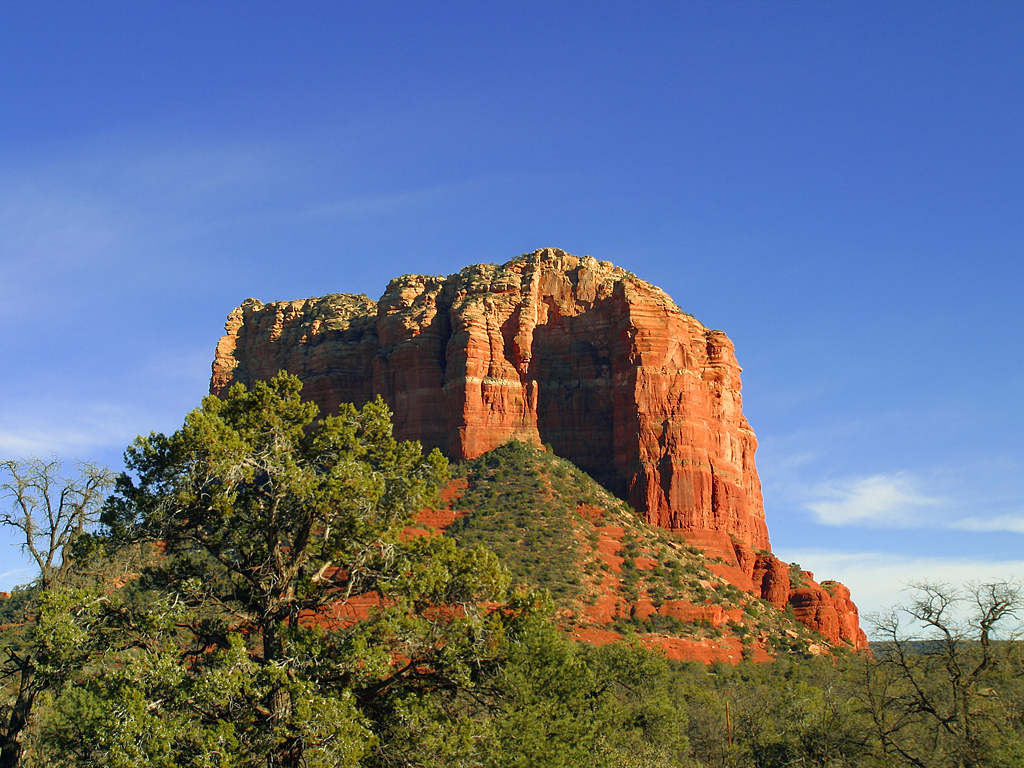
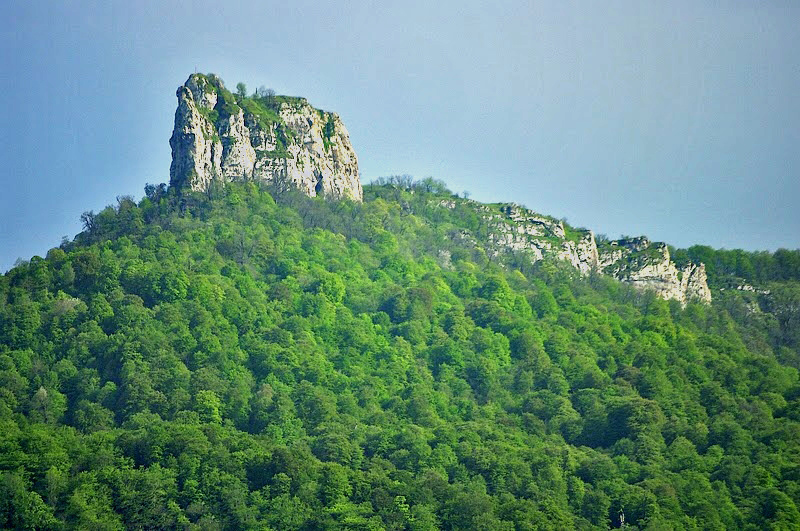
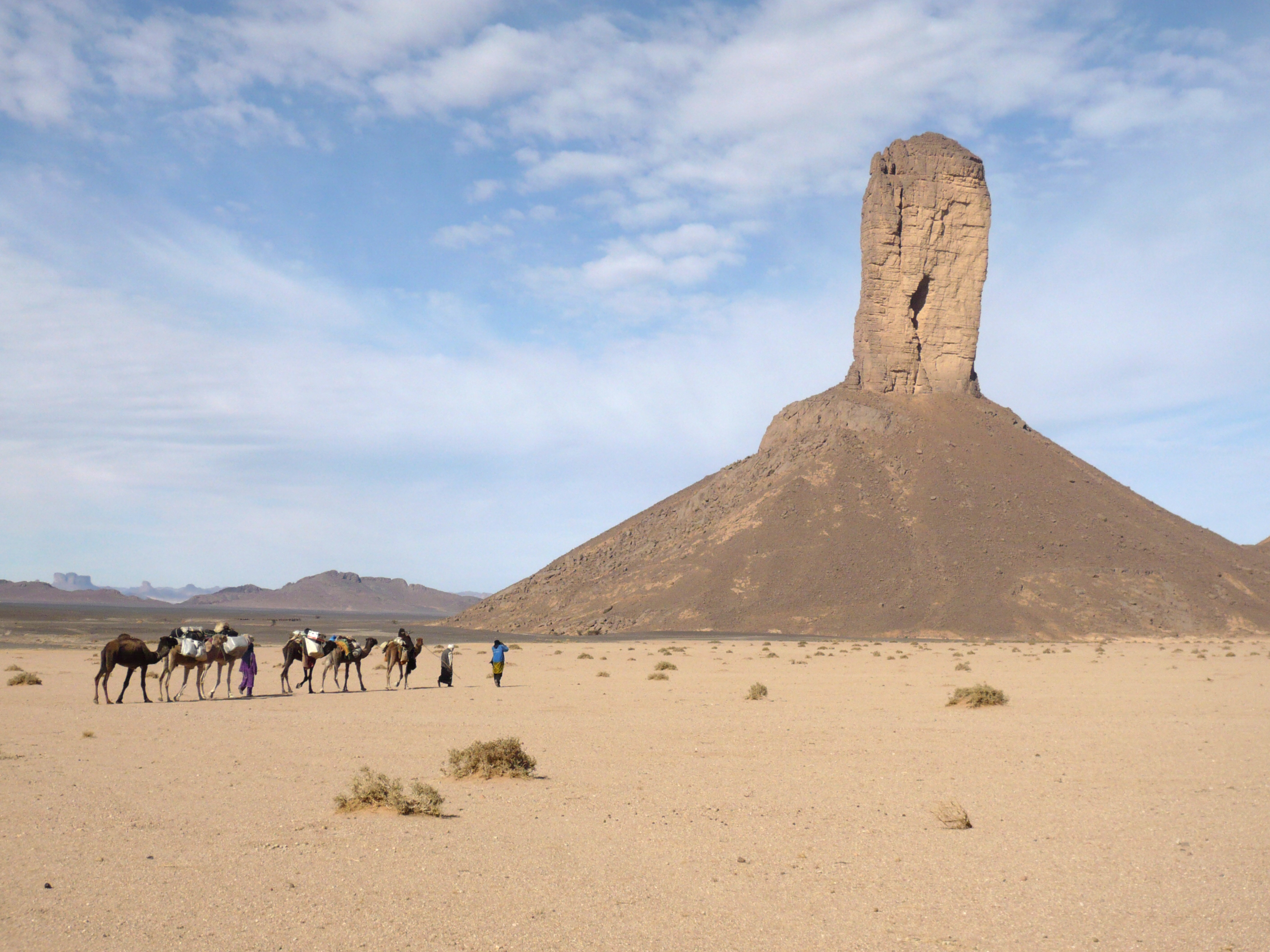